# Fagraea graciliflora
Fagraea graciliflora là một loài thực vật có hoa trong họ Long đởm. Loài này được Leenh. mô tả khoa học đầu tiên năm 1981.